# Philipp Plein
Philipp Plein (Múnich, 16 de febrero de 1978) es un diseñador de moda alemán.
Es el fundador y CEO del PLEIN GROUP y de PLEIN HOLDING con sede en Lugano, Suiza, que se especializa en la creación, fabricación y distribución mundial de artículos de lujo. 
También es el diseñador jefe de las marcas PHILIPP PLEIN, BILLIONAIRE, PLEIN SPORT y PLEIN GOLF.
Philipp Plein tiene un patrimonio neto estimado de 800 millones de euros en mayo de 2023, según la revista Forbes.
Philipp Plein figura año tras año entre las 300 personas más ricas de Suiza en los informes anuales publicados por Bilanz.
En 1998 Philipp Plein registró la marca PHILIPP PLEIN y fundó oficialmente su empresa especializada en artículos de lujo.
Actualmente adquirió la franquicia mexicana llamada N&A Shop con la cual busca afianzar aún más su participación en territorio Mexicano.

## Infancia, juventud y formación
Philipp Patrick Hannes Plein nació el 16 de febrero de 1978 en Múnich, Baviera, Alemania.
Su madre, Hanne Plein-Dieth, es ama de casa, y su padre, Gunter Plein, era médico. El doctor Gunter Plein tenía adicción al alcohol y abandonó la familia. Hanne Plein-Dieth solicitó el divorcio cuando Philipp tenía 3 años. Tras el divorcio de sus padres, su madre se casó con otro médico, Klaus Michael-Dieth.
Su hermana Gloria Epstein Plein nació el 7 de octubre de 1987.
Tras la finalización de sus estudios en el internado Gymnasium Schloss Salem del lago de Constanza, estudió en la Friedrich-Alexander University de Erlangen. Los padres de Plein le inculcaron un gran interés por el arte con numerosos viajes y visitas a museos, despertándole un temprano interés por arte, arquitectura y culturas extranjeras. 

## Marca
En 1998 empezó a diseñar muebles exclusivos para sus familiares y amigos. 
En 2008 visitó a Heidi Klum y a los participantes del programa Next Topmodel alemán en Barcelona con una colección "heavy metal". Así mismo participó en una campaña de la revista Vogue con Naomi Campbell y Marcus Schenkenberg.
El 4 de febrero de 2009, coincidiendo con el 50 aniversario de la muñeca Barbie, Philipp presentó, en el marco de la feria del juguete de Núremberg su Philip Plein-Barbie. Ese mismo año abrió una primera tienda exclusiva de su marca en Montecarlo, así como también llevó a cabo la primera sala de exposición comercial en Milán.
Tan sólo un año después se abrieron tiendas bajo el nombre Philipp Plein en Viena, Moscú, Saint Tropez, Cannes y Kitzbuhel, además de la apertura de una sala de exposición en Düsseldorf. El crecimiento de la marca continuó en ascenso y en 2012 se inauguraron otras diez boutiques en Marbella, Milán, Dubai, Baku, San Petersburgo, Seúl, Macao, Berlín]], Ámsterdam y nuevamente en Moscú. En aquella temporada Plein llegó a un acuerdo de patrocinio con el equipo italiano de fútbol AS Roma para vestir a los jugadores desde el ejercicio 2012/2013 y durante las siguientes cuatro temporadas.
En 2013 la expansión seguía produciéndose y reflejo de la misma fue la apertura de nuevas tiendas en Nueva York, Miami, París, Seúl, Hangzhou, Casablanca, Kiev, Porto Cervo, Courchevel y Moscú por tercera vez. En 2014 abrió en Hong Kong, Los Ángeles, Ibiza, Bodrum, Doha, Londres, de nuevo en Nueva York y el primer duty free Plein en el aeropuerto de Viena.
En el año 2019, con motivo del 20º aniversario de la marca Philipp Plein, se llevaron a cabo múltiples desfiles de moda especiales. También en ese año, y de cara a la temporada primavera/verano 2020, se celebró un desfile en el Social Music City de Milán en un estilo postmoderno inspirado en la película Mad Max: Fury Road.
En 2020, y a consecuencia de la pandemia provocada por el COVID-19, la marca sufrió cuantiosas pérdidas, reduciendo su plantilla. En ese año, la directora de Comunicaciones, Maddalena Bertoli Tedeschi, dejó Philipp Plein para marcharse a la firma Luisa Spagnoli.
En 2022 lanzó una línea de zapatos en colaboración con Snoop Dog.

## The Plein Group
THE PLEIN GROUP es una corporación multinacional con sede en Suiza especializada en artículos de lujo. Posee las marcas PHILIPP PLEIN, PLEIN SPORT, BILLIONAIRE y PLEIN GOLF. 
La marca PHILIPP PLEIN se fundó en 1998 en Alemania, PLEINSPORT en 2016. BILLIONAIRE fue adquirida por el PLEIN GOLF se lanzó en 2021. PLEIN GOLF wurde im Jahr 2021 eingeführt.

### Criptomoneda
Philipp Plein se convirtió en la primera gran marca de moda en aceptar criptomonedas como forma de pago en julio de 2021. 
PLEIN GROUP ha adquirido un terreno en el metaverso Decentraland, una plataforma de realidad virtual en 3D. El Grupo compró la finca virtual por un precio de 1,4 millones de dólares estadounidenses. Plein participó en la Semana de la Moda Metaversa de Decentraland en 2022, mostrando una colección de prendas NFT creadas en colaboración con Antoni Tudisco.

### Real Estate

#### CHÂTEAU FALCONVIEW
Philipp Plein está construyendo una casa privada de 200 millones de dólares en Bel Air, Los Ángeles.
El terreno era originalmente propiedad del fallecido magnate de los negocios estadounidense Howard Hughes, y se espera que esté terminado en 2025.

## Premios
- 2007: Ganador del Premio Nacional de la Marca GQ del Año.[35]
- 2008: Ganador del Premio Nuevos Rostros en la categoría Moda.[36]
- 2014: Ganador del Premio Marca de Moda Internacional en Esquire Middle East Man en sus Best Fashion Awards.
- 2016: Ganador del Premio GQ Alemania Hombre del año en moda.
- 2018: Ganador del premio GQ Hombre Británico del Año 2018 - Marca del año en la Tate Modern de Londres.